# Sarah Miriam Peale

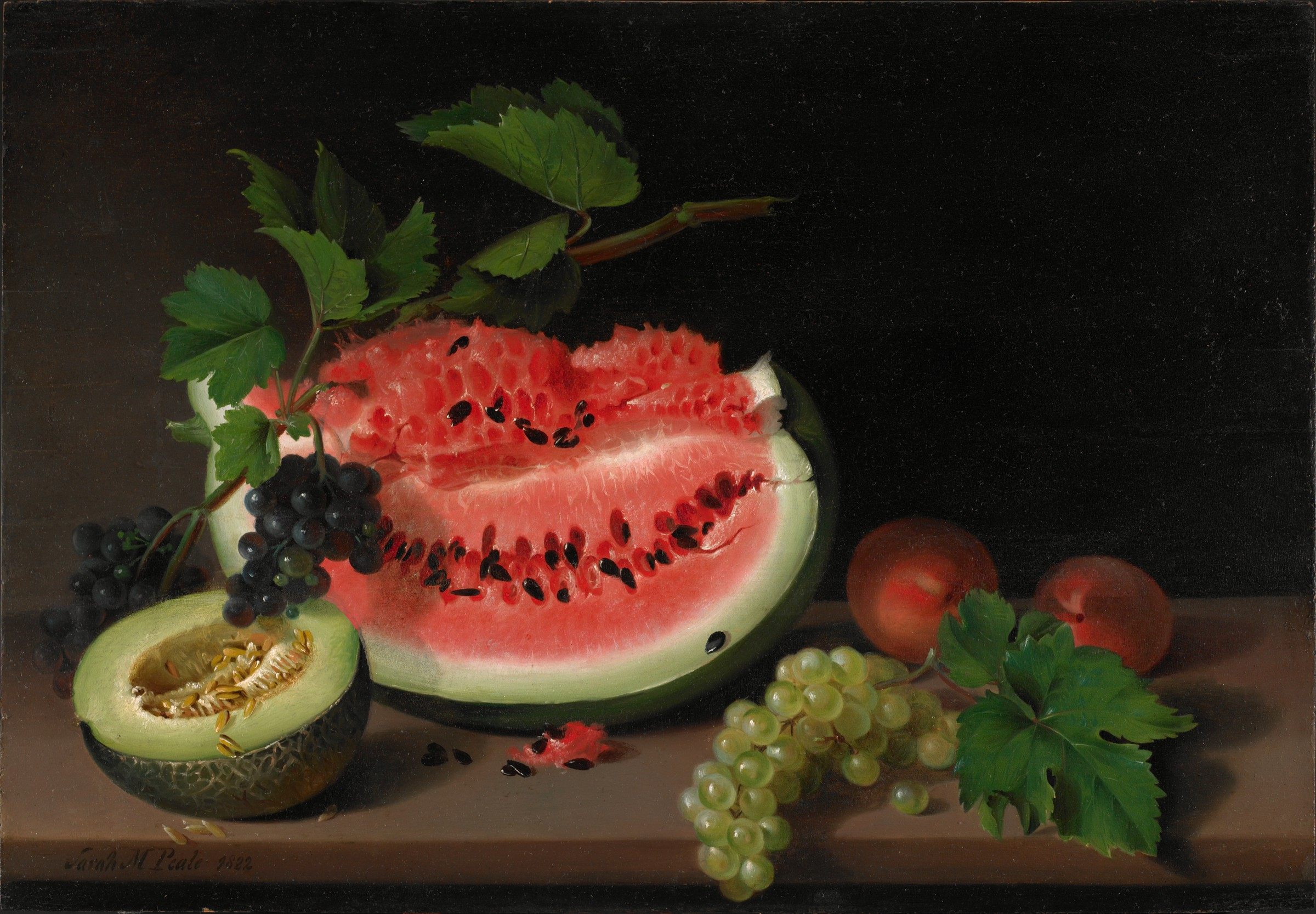
Natureza morta com melancia, 1822

Sarah Miriam Peale (19 de maio de 1800 - 4 de fevereiro de 1885) foi uma pintora de retratos americana, considerada a primeira mulher americana a ter sucesso como artista profissional. Membro de uma família de artistas da qual seu tio Charles Willson Peale era o mais ilustre, Sarah Peale pintou retratos principalmente de notáveis, políticos e figuras militares de Maryland, Pensilvânia e Washington, DC. Lafayette posou para ela quatro vezes.

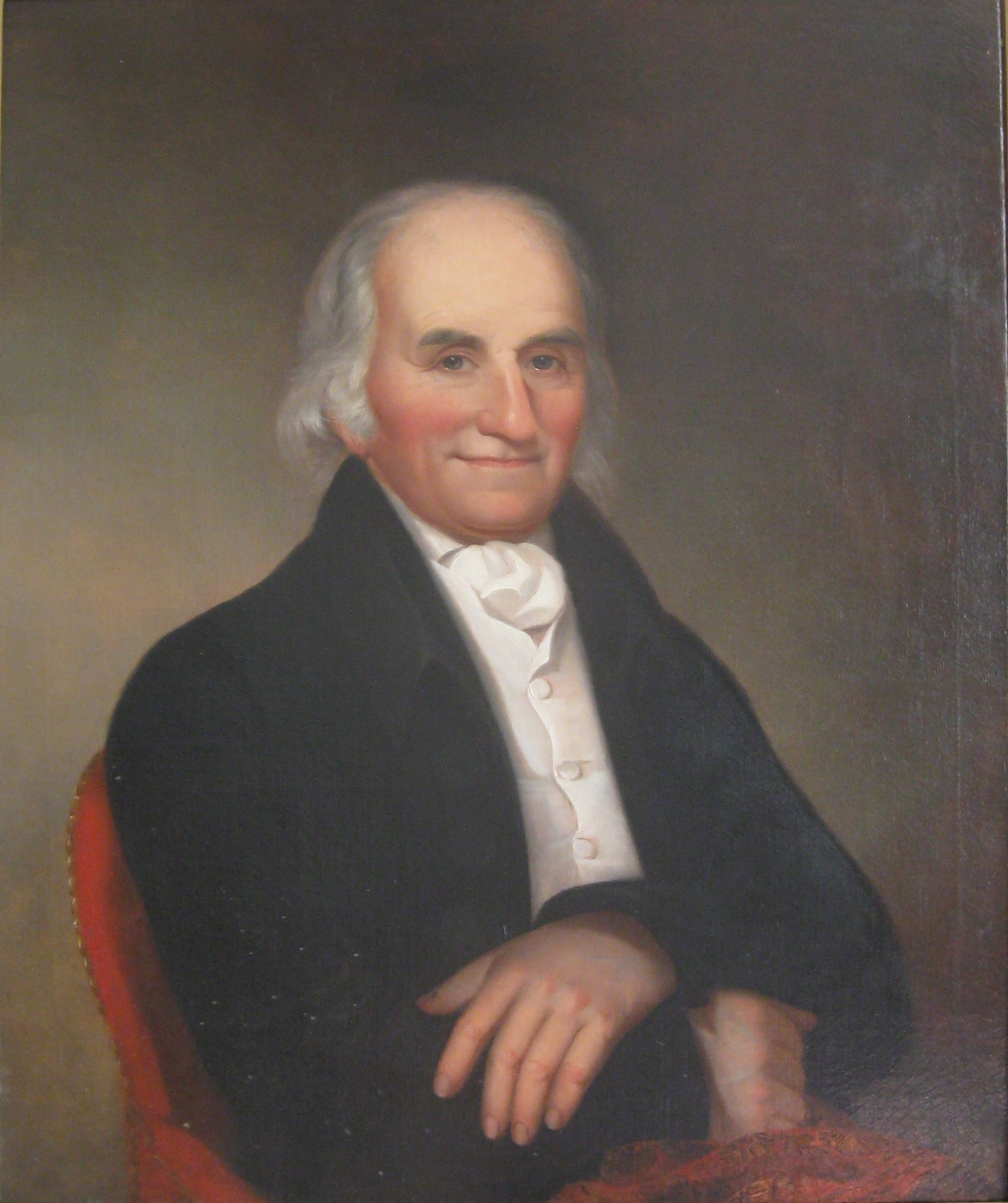
Elijah Bosley (1740–1841), de Sarah Miriam Peale, óleo sobre tela 73,66 x 62,23 cm, c. 1825.

Sarah nasceu na Filadélfia, Pensilvânia, a filha mais nova do miniaturista e pintor de naturezas mortas James Peale, irmão mais novo de Charles Willson Peale. Sua mãe era Miriam Claypoole. Seu pai e seu tio a treinaram como artista, e ela serviu como assistente de estúdio de seu pai.  Durante seu tempo como assistente de estúdio, ela ganhou experiência em misturar tintas, preparar telas e delinear fundos. 
Sarah e suas irmãs, Anna Claypoole e Margaretta, eram diferentes das mulheres de classe média da época, pois vivenciaram a escola, aprenderam a ser esposa e mãe, além de desenvolver habilidades empreendedoras de sua família, como a arte. 
Quando jovem, ela ganhou experiência dando os retoques finais nas pinturas de seu pai. Seus primeiros trabalhos públicos datam de 1816, com temas como flores e naturezas-mortas, mas logo se voltaram para o retrato. Em 1818, ela passou três meses com Rembrandt Peale, seu primo, em Baltimore, e novamente em 1820 e 1822. Ele influenciou seu estilo de pintura inicial e seu assunto, assim como o crítico John Neal.  Durante 25 anos, ela pintou em Baltimore (1822–1847) e, intermitentemente, em Washington, DC  Ela compareceu às sessões do Congresso e pintou retratos de muitas figuras públicas. 
Sarah expôs pela primeira vez na Academia da Pensilvânia com Retrato de uma Dama (1818). Ela foi aceita na Academia de Belas Artes da Pensilvânia em 1824  junto com sua irmã Anna Claypoole Peale,  as primeiras mulheres a alcançar esta distinção. Ela abriu um estúdio em Baltimore em 1831.  Mais de 100 pinturas de retratos encomendadas são conhecidas de seu tempo em Baltimore. Ela era conhecida como a artista mais prolífica da cidade naquela época.  Seus retratos a óleo foram rapidamente procurados por congressistas, diplomatas e outros indivíduos ricos na área de Maryland.  Seu trabalho de retrato é considerado estilisticamente único devido ao uso de peles, rendas e tecidos detalhados, bem como rostos, pele e cabelos realistas. 

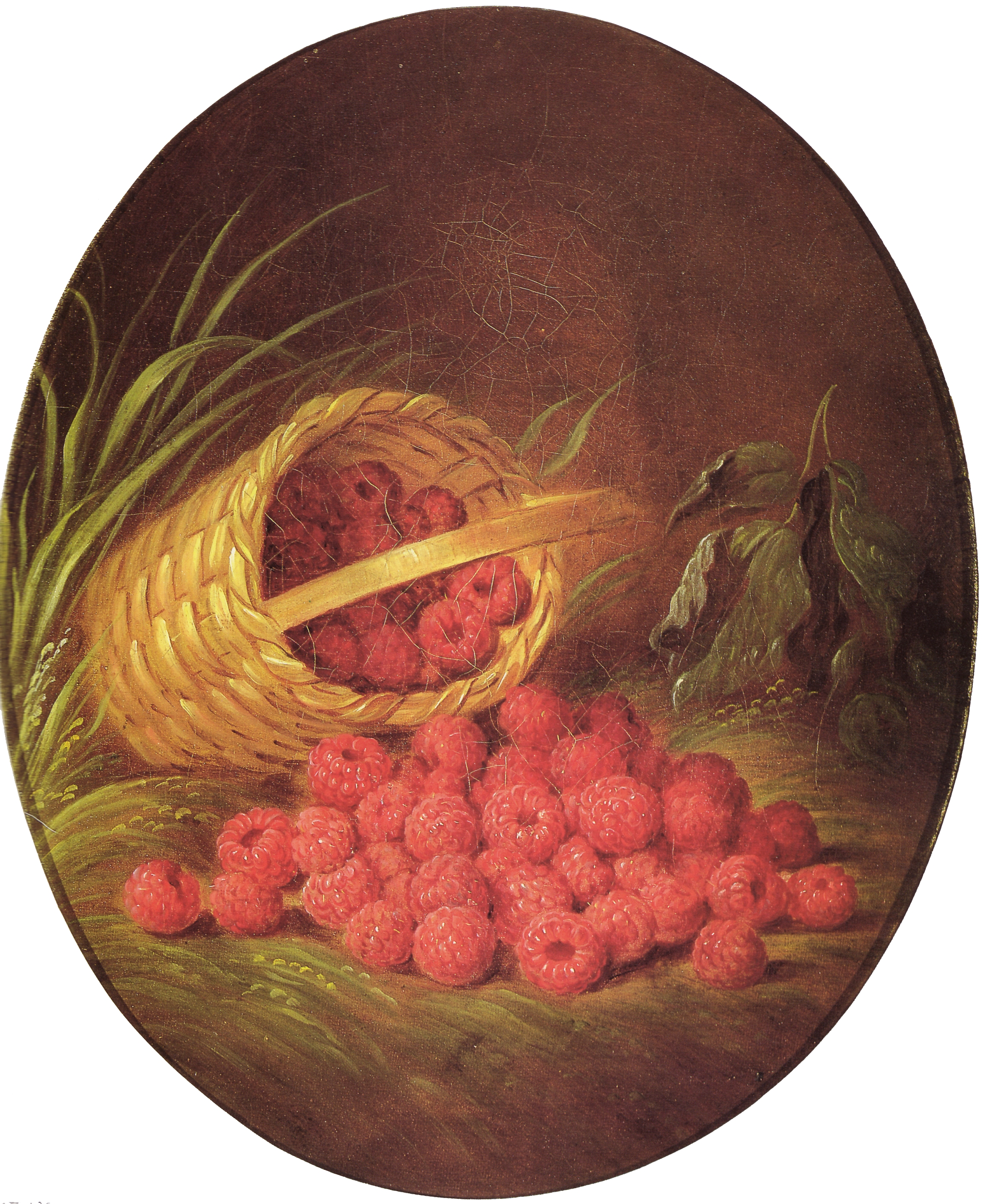
Cesta de Frutas Vermelhas, 1860

Em 1847, problemas de saúde fizeram com que ela se mudasse para St. Louis, onde se tornou uma artista independente e bem-sucedida, uma das primeiras artistas profissionais femininas da América capaz de ganhar a vida com seu trabalho.   A maior parte do seu trabalho desta época está em mãos privadas.  Por volta de 1860, ela mudou seus temas de retratos para naturezas-mortas, mas com um arranjo natural em vez dos formais de seus primeiros anos. 
Ela retornou à sua cidade natal em 1878, onde viveu seus últimos anos com suas irmãs Anna Claypoole (falecida em 1878) e Margaretta Angelica (falecida em 1882).   Tal como a sua irmã Margaretta, ela nunca se casou.  Ela morreu em 1885, aos 85 anos  Ela está enterrada no cemitério da Igreja Gloria Dei (Old Swedes') na Filadélfia. 

Várias pinturas de Peale foram incluídas na exposição inaugural do Museu Nacional de Mulheres nas Artes, American Women Artists 1830-1930, em 1987. 

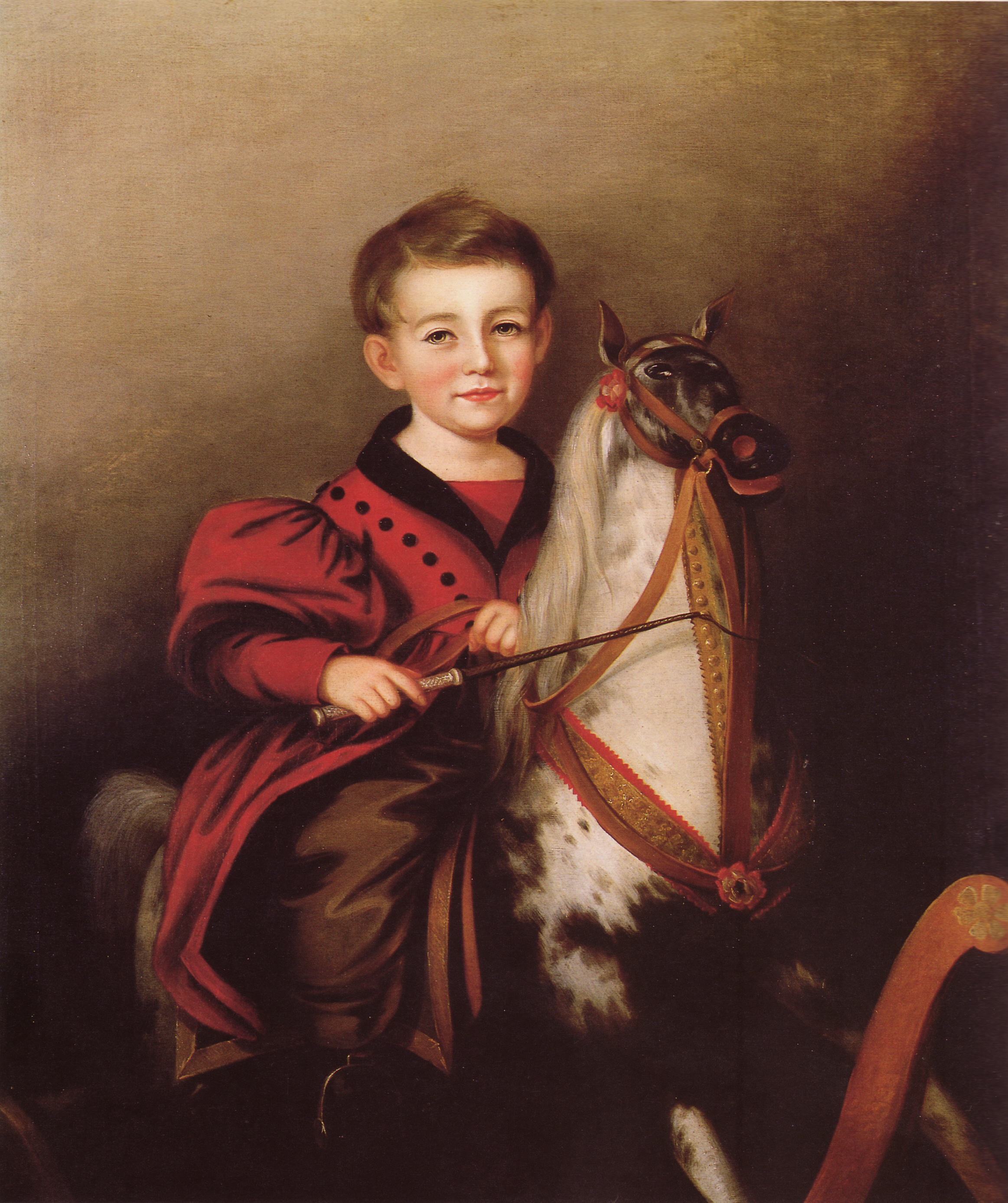
Charles Lavalle Jessop (Menino em um cavalo de balanço), 1840. Por Sarah Miriam Peale

Uma lista incompleta de obras expostas:
- Autorretrato, 1818, óleo sobre tela, 61,2 x 48,3 cm, Galeria Nacional de Retratos, Smithsonian Institution, Washington, DC
- Anna Marie Smyth, 1821, óleo sobre tela, 91,4 x 71,1 cm, Academia de Belas Artes da Pensilvânia, Filadélfia
- Susan Avery, 1821, óleo sobre tela, 89,5 x 69,85 cm, Museu Nacional de Mulheres nas Artes, Washington, DC
- Isaac Avery, 1821, óleo sobre tela, 89,5 x 69,85 cm, Museu Nacional de Mulheres nas Artes, Washington, DC
- Frutas e Vinho, 1822, óleo sobre tela, 29,8 x 40,6 cm
- John Neal, 1823, óleo sobre tela, Museu de Arte de Portland, Portland, Maine
- Sra. Rubens Peale e filho, 1823, óleo sobre tela, 76,2 x 60,9 cm, O Museu Peale, Baltimore
- Português Elijah Bosley (1740–1841) c. 1825, óleo sobre tela 73,66 cm x 62,23 cm, coleção particular, Virgínia
- José Silvestre Rabello, em 1826, óleo sobre tela, 70,5 x 89,2 cm, Coleção da Embaixada do Brasil, Washington, DC
- Natureza morta: uvas e melancia, 1828, óleo sobre tela, 36,2 x 48,3 cm, Sociedade Histórica de Maryland, Baltimore
- Pêssegos e uvas em uma tigela de porcelana, 1829, óleo sobre tela, 29,8 x 38,1 cm, Museu de Arte Montclair, Montclair, Nova Jersey
- Autorretrato, 1830, óleo sobre tela, 68,6 x 50,8 cm, O Museu Peale, Museus da Vida Urbana de Baltimore
- Charles Lavalle Jessop (Menino em um cavalo de balanço), 1840, óleo sobre tela, 90,1 x 106 cm
- Sra. William Crane, 1840, 75,6 x 62,9 cm, Museu de Arte de San Diego, Califórnia
- Charlotte Ramsay Bobinson, 1840, óleo sobre tela, oval, 96,5 x 66 cm, O Museu Peale, Museus da Vida Urbana de Baltimore
- Henry Alexander Wise, 1842, óleo sobre tela, 74,9 x 62,2 cm, Museu de Belas Artes da Virgínia, Richmond
- Senador Thomas Hart Benton, 1842, óleo sobre tela, 76,2 x 63,5 cm, Sociedade Histórica do Missouri, Saint Louis
- Cesta de frutas vermelhas, 1860, óleo sobre tela, oval, 30,5 x 25,4 cm
- Senador Lewis Fields Linn, óleo sobre tela, Missouri Historical Society, Saint Louis

## Prêmios
- Acadêmico, Academia de Belas Artes da Pensilvânia, Filadélfia, Pensilvânia, EUA (1824) [12]